# Culdcept Second
A Culdcept Second (カルドセプト セカンド; Hepburn: Karudoseputo Sekando) egy 2001-ben megjelent, körökre osztott stratégiai játék Dreamcast játékkonzolra. A Saturn-ra megjelent Culdcept folytatása. A játék bővített változata, a Culdcept Second Expansion 2002. szeptember 26-án jelent meg PlayStation 2-re.
A Culdcept Second 37/40 pontot kapott a japán Famicú magazintól. A bővített kiadás 35/40 pontot ugyanettől a magazintól. A játékból több mint 65500 darabot adtak el.